# Большая Переволока
Большая Переволока — деревня в Пеновском районе Тверской области.

## География
Находится в западной части Тверской области на расстоянии приблизительно 31 км на запад-северо-запад по прямой от железнодорожной станции Пено у восточного берега озера Витьбино.

## История
Деревня была показана на карте 1825 года. В 1859 году здесь было учтено 10 дворов, в 1939 — 20. До 2020 года входила в Ворошиловское сельское поселение Пеновского района до их упразднения.

## Население
Численность населения: 67 человек (1859 год), 4 (русские 100 %) 2002 году, 1 в 2010.